# Are We Lost Forever
Are We Lost Forever je švédský hraný film z roku 2020, který režíroval David Färdmar podle vlastního scénáře. Snímek měl světovou premiéru na filmovém festivalu v Göteborgu dne 25. ledna 2020.

## Děj
Adrian a Hampus jsou zasnoubení a žijí spolu již tři roky v Göteborgu. Jednoho dne ale Adrian oznámí Hampusovi, že ho již nemiluje a rozejde se s ním. Hampus je v šoku, odstěhuje se a začne žít nový život. Adrian se také snaží s rozchodem vyrovnat. Zatímco si ale Hampus po čase najde přítele a přes rozchod se přenese, Adrian stále zůstává v zajetí bývalého vztahu. Přestože se seznámí s Rasmusem, nedokáže se od Hampuse zcela citově odpoutat.

## Obsazení
| Björn Elgerd          | Adrian           |
| Jonathan Andersson    | Hampus           |
| Micki Stoltt          | Rasmus           |
| Nemanja Stojanovic    | Julian           |
| Victor Iván           | Jack             |
| Melker Wernberg       | Léon             |
| Shirin Golchin        | Helena           |
| Michaela Thorsén      | A-K              |
| Lisbeth Johansson     | číšnice          |
| Maria Hedborg         | zdravotní sestra |
| William-Patrik Molvén | model            |